# Virginia di Castiglione
Virginia Elisabetta Luisa Carlotta Antonietta Teresa Maria Oldoini, grevinna di Castiglione, född 22 mars 1837 i Florens, död 28 november 1899 i Paris, var en italiensk grevinna, känd för sitt förhållande med kejsar Napoleon III av Frankrike.  Hon är också en välkänd personlighet inom den tidiga fotografikonstens historia.

## Biografi
Virginia di Castiglione var dotter till den toskanska markisen Filippo Oldoini och Isabella Lamporecchi, och gifte sig 1854 med greve Francesco Verasis di Castiglione. Hon var kusin till Savojens premiärminister Camillo di Cavour, och inför sin resa till Paris 1855 ska hon ha fått uppdraget att som italiensk agent övertala Napoleon III av stödja Italiens enande, eller i varje fall föra vidare den eventuella information hon fick höra i sängen.

### Napoleon III
Förhållandet med Napoleon III inleddes i juli 1856 på en av kejsarens privata fester i närheten av Saint-Cloud. Hennes make ska ha kommenterat att han var en idealmake, som varken såg eller hörde något. Hon ska ha varit den första älskarinna kejsarinnan Eugénie var medveten om – även om Napoleon enligt egen uppgift hade varit otrogen mot henne från ett halvår efter bröllopet – och Eugénie greps av sådan ilska att hon ska ha försökt dansa trots smärtorna efter sin förlossning. 
Förhållandet var vida uppmärksammat på grund av dess brist på diskretion: vid ett tillfälle ska Castiglione ha rusat ut från palatsteatern med Napoleon springande efter. Napoleon besökte hennes bostad på Avenue Marcel på nätterna, något som blev känt. I april 1857 utsattes han för ett attentatsförsök på gatan under ett av sina besök, och därefter avslutade han förhållandet och gav henne order att lämna Frankrike.
Virginia di Castiglione lyckades med sitt uppdrag att få honom att stödja Italiens enande, då han uppskattas ha övertalats till denna hållning på grund av henne, något i varje fall hon själv öppet påstod. Efter att relationen med Napoleon III avslutats återvände hon 1857 till Italien, men reste tillbaka till Paris senare samma år.

### Berömmelse
Virginia di Castiglione var en av den internationella europeiska societetens mest berömda gestalter under sin tid och berömd för de spektakulära entréer i effektfulla kostymeringar hon gjorde vid kejsarhovets maskeradbaler. Särskilt omtalade var hennes kostym som Hjärter Dam: hon framträdde då, i februari 1857, i genomskinlig guldfärgad muslinstyg med guldhjärtan kring sin byst, något som fick Eugenie att påpeka att hon hade placerat sitt hjärta för lågt.
Även inom fotografikonstens historia var hon berömd. Hon hade ett långvarigt samarbete mot hovfotografen Pierre-Louis Pierson, och blev ett av tidens mest kända fotografimodeller genom sin överenskommelse med honom om att fotografera sig i alla sitt livs olika skeenden. Hon var modell för bortåt 700 fotografier. År 1871, under det fransk-preussiska kriget, mötte hon Otto von Bismarck och övertalade honom att inte ockupera Paris.
Virginia di Castiglione tillbringade de sista åren av sitt liv i en lägenhet utan speglar, för att slippa se sitt åldrande, och beskrivs som mentalt skör.